# Koch Industries
Koch Industries (/ koʊk /) - мультинаціональна корпорація США, штаб-квартира якої розташована в Вічита, штат Канзас. Підрозділи корпорації і дочірні компанії займаються виробництвом, торгівлею, інвестиціями, переробкою нафти, хімічним виробництвом, штучними волокнами і пластмасами. Koch володіє Invista, Georgia-Pacific, Molex, Flint Hills Resources, Koch Pipeline, Koch Fertilizer, Koch Minerals і Matador Cattle Company. У Koch працює близько 50 тисяч чоловік на території США і 20 тисяч в ще 59 країнах.
У 2013 році Forbes назвав компанію другою за величиною приватною компанією США (після Cargill), з річним оборотом в 115 мільярдів доларів. Якби Koch Industries була публічною компанією, то на 2013 рік вона могла б зайняти 17-те місце в рейтингу Fortune 500.
Компанія була заснована в 1940 році за участю Фреда Коха (англ.), На честь якого вона названа. Фред розробив новий спосіб нафтопереробки. Компанією керують його сини, Чарльз Кох, голова правління і CEO, і Девід Кох, виконавчий віце-президент. Вони викупили компанію у своїх братів, Фредеріка і Вільяма Кох за $ 1,1 мільярд в 1983 році. Чарльзу і Девіду належать рівні частки в 42%. Чарльз відзначав, що компанія зможе стати публічною виключно «через його труп».